# Бабаев, Малик Курбаналиевич
Малик Курбаналиевич Бабаев (узб. Malik Kurbanalievich Babaev; род. в 1962 году в Ташкенте, Узбекская ССР) — узбекистанский спортивный функционер. 
Президент Национального Олимпийского комитета Узбекистана (2009–2012 гг.).

## Биография
Родился 30 июня 1962 года в городе Ташкенте. В 1984 году окончил факультет востоковедения Ташкентского государственного университета (ныне Национальный университет Узбекистана).
В 2005 г. получил степень магистра по специальности «Менеджмент и маркетинг спортивных организаций» Университета Claude Bernard Lyon I (г. Лион, Франция/г. Лозанна, Швейцария).
Свободно владеет английским и арабским языками.
C 1984–1987 года работал в Аппарате экономического советника Посольства СССР в г. Багдад (Ирак). 
В 1991–1997 гг. — генеральный директор внешнеэкономической фирмы «Интерспорт». 
1993–1994, 2001–2009 гг. — генеральный секретарь Национального Олимпийского комитета Узбекистана.
1999–2012 гг. — член комитета по информации и статистике, позднее член юридического комитета Олимпийского Совета Азии (ОСА), также входил в состав координационной комиссии ОСА по Азиатским играм «Доха (Катар) — 2006» и «Гуанчжоу (Китай) — 2010».
Являлся членом Исполнительного комитета Спортивной Федерации Организации стран Исламской конференции.
Был членом Исполнительного комитета Международной Ассоциации бокса (АИБА), заместителем руководителя комиссии по организации и проведению чемпионатов мира АИБА.
С 2009 по 2012 год — президент Национального Олимпийского комитета Узбекистана.
Награждён золотым Орденом Олимпийского Совета Азии за активное участие в пропаганде и развитии Олимпийского движения на Азиатском континенте (2007 г.)
Имеет специальную награду Международного Олимпийского комитета «За вклад в развитие Олимпийского движения» (2007 г.)
С 2009 по 2012 год был президентом Национального Олимпийского комитета..
С 2013 г. работает в Федерации бокса Узбекистана.